# Morocco Tennis Tour - Meknes
Il Morocco Tennis Tour - Meknes è stato un torneo professionistico maschile di tennis giocato sulla terra rossa, che faceva parte dell'ATP Challenger Tour. Si giocava annualmente a Meknès in Marocco dal 2008 al 2016.

## Albo d'oro

### Singolare
| Anno | Campione                | Finalista               | Punteggio        |
| ---- | ----------------------- | ----------------------- | ---------------- |
| 2016 | Maximilian Marterer     | Uladzimir Ihnacik       | 7–6(4), 6–3      |
| 2015 | Daniel Muñoz de la Nava | Roberto Carballés Baena | 6–4, 6–2         |
| 2014 | Kimmer Coppejans        | Lucas Pouille           | 4–6, 6–2, 6–2    |
| 2013 | Cedrik-Marcel Stebe     | Yannik Reuter           | 6-1, 4-6, 6-2    |
| 2012 | Evgenij Donskoj         | Adrian Ungur            | 6–1, 6–3         |
| 2011 | Jaroslav Pospíšil       | Guillermo Olaso         | 6–1, 3–6, 6–3    |
| 2010 | Aleksandr Dolhopolov    | Rui Machado             | 7–5, 6–2         |
| 2009 | Rui Machado             | David Marrero           | 6–2, 6(6)–7, 6–3 |
| 2008 | Iván Navarro            | Jiří Vaněk              | 6–4, 6–4         |

### Doppio
| Anno | Campioni                                   | Finalisti                                    | Punteggio           |
| ---- | ------------------------------------------ | -------------------------------------------- | ------------------- |
| 2016 | Luca Margaroli Mohamed Safwat              | Pedro Martínez Oriol Roca Batalla            | 6–4, 6–4            |
| 2015 | Kevin Krawietz Maximilian Marterer         | Gianluca Naso Riccardo Sinicropi             | 7–5, 6–1            |
| 2014 | Hans Podlipnik-Castillo Stefano Travaglia  | Gerard Granollers Pujol Jordi Samper Montaña | 6–2, 6(4)–7, [10–7] |
| 2013 | Alessandro Giannessi Gianluca Naso         | Gerard Granollers Pujol Jordi Samper-Montana | 7-5, 7–6(3)         |
| 2012 | Adrián Menéndez Maceiras Jaroslav Pospíšil | Gerard Granollers Pujol Iván Navarro         | 6–3, 3–6, 10–8      |
| 2011 | Treat Conrad Huey Simone Vagnozzi          | Alessio Di Mauro Alessandro Motti            | 6–1, 6–2            |
| 2010 | Pablo Andújar Flavio Cipolla               | Aleksandr Dolhopolov Artem Smyrnov           | 6–2, 6–2            |
| 2009 | Marc López Lamine Ouahab                   | Alessio Di Mauro Giancarlo Petrazzuolo       | 6–3, 7–5            |
| 2008 | Alberto Martín Daniel Muñoz de la Nava     | Michail Elgin Jurij Ščukin                   | 6–4, 6(2)–7, 10–6   |